# Ready Player One (filme)
Ready Player One (bra: Jogador Nº1; prt: Ready Player One: Jogador 1) é um filme distópico de ação, aventura e ficção científica estadunidense de 2018, dirigido por Steven Spielberg e escrito por Zak Penn e Ernest Cline, baseado no romance de 2011 de Cline.Produzido por Spielberg e De Line,e distribuído pela Warner,Amblin Entertainment,em associação com a Village Roadshow.Estrela Tye Sheridan, Olivia Cooke, Ben Mendelsohn, T. J. Miller, Simon Pegg e Mark Rylance.
As filmagens ocorreram entre julho e setembro de 2016 em Birmingham, Inglaterra, incluindo locais como o Jewellery Quarter e a área industrial de Digbeth. O filme estreou em South by Southwest em março de 2018 e foi lançado mundialmente em 29 de março de 2018.
Recebeu críticas positivas, com destaque para seus efeitos visuais, ritmo e direção, embora alguns apontassem a falta de desenvolvimento dos personagens. A nostalgia dos anos 1980 e 1990 também foi um aspecto notável, com comparações ao estilo de Spielberg. O filme arrecadou mais de US$ 592 milhões mundialmente, superando seu orçamento de US$ 175 milhões.

## Enredo
Em 2045, a humanidade procura fugir da vida normal através do OASIS (Ontologically Anthropocentric Sensory Immersive Simulation), um videogame de realidade virtual criado por James Halliday e Ogden Morrow da Gregarious Games em 2025. Após a morte de Halliday, uma mensagem pré-gravada deixada por seu avatar, Anorak, anuncia um desafio, concedendo a propriedade do OASIS ao primeiro jogador que encontrar o easter egg dentro dele, que está trancado atrás de um portão que requer três chaves. O concurso atraiu vários “Gunters”, ou caçadores de ovos, e o interesse de Nolan Sorrento, CEO da Innovative Online Industries (IOI), que procura controlar o próprio OASIS. A IOI usa um número de funcionários contratados e empregados chamados "Seis" para encontrar o ovo.
Wade Watts é um adolescente órfão que vive nas favelas de Columbus, com sua tia Alice. No OASIS, seu avatar, Parzival, é o melhor amigo de Aech, um mecânico virtual. Um dia, Parzival faz amizade com Art3mis, uma conhecida gunter, compartilhando um interesse comum na história de Halliday. Eles reveem a vida de Halliday nos arquivos, uma biblioteca on-line da vida de Halliday que surgiu no início do desafio. Eles descobrem que Halliday teve vários arrependimentos na vida, incluindo seu amor não correspondido pela esposa de Morrow, Kira, e perder Morrow como amigo, depois de forçá-lo a assinar sua parte na Gregarious Games. Usando essas informações, eles resolvem os dois primeiros desafios do jogo de Anorak: Uma corrida de carros em Manhattan e uma busca por Kira no hotel de The Shining. Aech e dois outros amigos, Daito e Sho, logo seguem o exemplo, o grupo se torna conhecido como "Cinco no topo" nos placares do OASIS.
Sorrento descobre a identidade de Parzival através do mercenário i-R0k, e tenta influenciar Wade a aderir a IOI, mas ele se recusa. Em retaliação, Sorrento ordena que sua agente de segurança, Zandor, cordene um ataque de drones à sua casa, matando Alice. A usuária de Art3mis, Samantha Cook, resgata Wade, mas eles logo são encontrados pela IOI. Samantha é capturada e enviada para um dos Centros de Lealdade da IOI para quitar a dívida adquirida por seu pai, enquanto Wade é salvo pelo resto do grupo - Helen (Aech), Toshiro (Daito) e Zhou (Sho). O grupo rastreia a localização de Samantha na IOI e remotamente a ajudam a escapar, permitindo que ela os auxilie no OASIS como Art3mis.
O terceiro desafio exige descobrir o jogo favorito de Halliday em um Atari 2600, em um castelo no planeta Doom, que Sorrento protegeu com um campo de força. Parzival chama os outros jogadores do OASIS para ajudar os rebeldes a atacarem as forças da IOI ao redor do castelo. Art3mis desativa o campo de força, permitindo que Parzival alcance o console, mas Sorrento ativa o Cataclyst, uma bomba que mata todos os avatares no Planeta Doom. No entanto, devido a ter ganhado uma moeda do curador dos arquivos, Parzival ganha uma vida extra. Após encontrar o easter egg de Adventure; ele é premiado com a última chave. Ele abre o portão e é recebido por Anorak e recebe um contrato para assinar; no entanto, ele reconhece como o mesmo contrato assinado por Morrow para entregar sua parte da Gregarious e recusa a assinar. Anorak muda de forma, tornando-se Halliday e revelando que o contrato foi o teste final para garantir que Parzival não cometeria os mesmos erros que ele. Parzival recebe o easter egg e o controle do OASIS.
No mundo real, Sorrento e Zandor não conseguem parar Parzival antes de ele ganhar. Eles são rapidamente presos pelo ataque. Morrow, revelado como o curador, oferece seus serviços a Wade. Ele aceita de bom grado. Wade decide comandar o OASIS com seus amigos, concordando em fechar os Centros de Lealdade da IOI, além de desligar o OASIS duas vezes por semana para que todos passem mais tempo no mundo real. Enquanto isso, ele e Samantha se mudam para um apartamento juntos.

## Elenco
- Tye Sheridan como Wade Watts / Parzival
- Olivia Cooke como Samantha Cook / Art3mis
- Ben Mendelsohn como Nolan Sorrento
- Mark Rylance como James Donovan Halliday / Anorak
- Simon Pegg como Ogden Morrow / Curador
- T. J. Miller como i-R0k
- Lena Waithe como Helen Harris / Aech
- Hannah John-Kamen como F'Nale Zandor
- Win Morisaki como Toshiro / Daito
- Philip Zhao como Zhou / Sho
- Ralph Ineson como Rick
- Susan Lynch como Alice
- Clare Higgins como Mrs. Gilmore
- Perdita Weeks como Kira
- Mark Stanley como Velha Zumbi

## Produção

### Desenvolvimento
Em 18 de junho de 2010, foi anunciado que a Warner Bros. e De Line Pictures haviam vencido o leilão da Paramount, Fox e Temple Hill Entertainment dos direitos do filme para o romance Jogador Nº 1 de Ernest Cline, que ainda não havia sido publicado. Cline foi definido para escrever o roteiro do filme, que Donald De Line e Dan Farah iriam produzir. Eric Eason reescreveu o roteiro de Cline, e Zak Penn foi contratado para reescrever os rascunhos anteriores de Cline e Eason. A Village Roadshow Pictures veio a bordo para co-financiar e co-produzir o filme com WB. Steven Spielberg assinou contrato para dirigir e produzir o filme, que Kristie Macosko Krieger também iria produzir junto com Line e Farah.

### Elenco

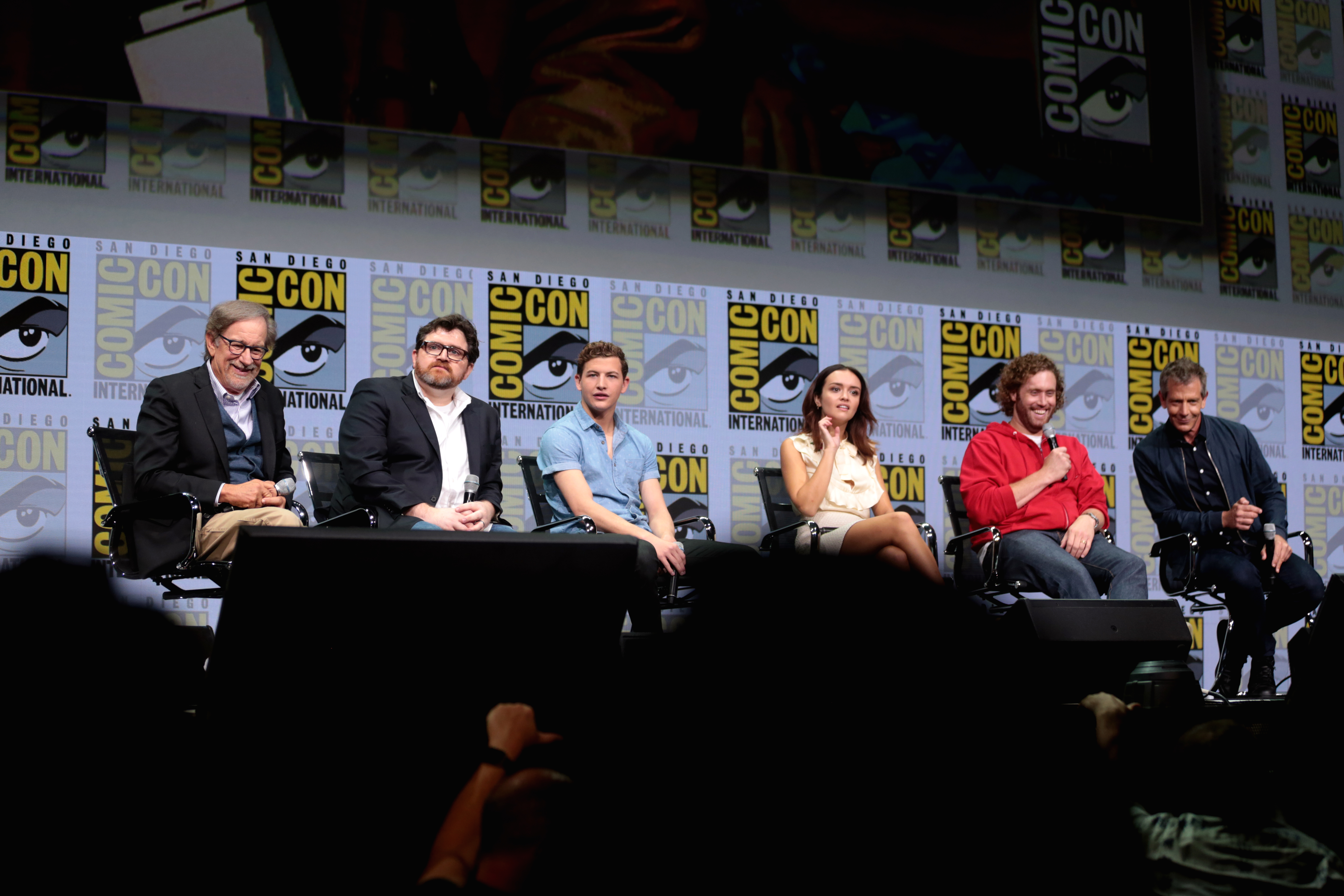
O diretor Steven Spielberg (à esquerda) e Ernest Cline com o elenco do Jogador Nº 1 em San Diego Comic-Con.

Três atrizes foram as principais corredoras para o papel de Art3mis: Elle Fanning, Olivia Cooke, e Lola Kirke; Em setembro de 2015, Cooke foi anunciado como o papel principal feminino. Ben Mendelsohn foi escalado para o filme para desempenhar o papel de vilão como um executivo da corporação designer de Internet do Oásis. Tye Sheridan foi confirmado para o papel principal de Wade no final de fevereiro de 2016. Em meados de março de 2016, Simon Pegg entrou negociações finais para se juntar ao elenco no papel de Ogden Morrow, co-criador do Oasis. Mark Rylance se juntou ao elenco como James Halliday, o criador do Oasis. Em junho de 2016, T. J. Miller estava no elenco do filme como um jogador online com nome de usuário i-R0k, Hannah John-Kamen foi escalado para um papel não especificado, e o cantor e ator japonês Win Morisaki foi escalado como Toshiro Yoshiaki, também conhecido como Daito.

### Filmagens
A produção estava programada para começar em julho de 2016. O roteirista Zak Penn twittou em 1 de julho de 2016, que a primeira semana de filmagem havia sido concluída. Em agosto e setembro de 2016, as filmagens ocorreram em Birmingham, na Inglaterra, que incluía a Livery Street na área do Jewellery Quarter, que também utilizou o albergue Hatters para as filmagens internas; Outros locais da cidade incluíam a antiga área industrial de Digbeth. O filme é ambientado em Ohio. As filmagens terminaram em 27 de setembro de 2016.

### Pós-produção
Spielberg trabalhou com a Industrial Light & Magic (ILM) para supervisionar os efeitos visuais do filme, encontrando-se com a ILM por 3 horas três vezes por semana. Ele afirmou que "este é o filme mais difícil que eu fiz desde O Resgate do Soldado Ryan".